# الجلادس (حبيش)

تعديل مصدري - تعديل

الجلادس هي إحدى قرى عزلة بني الضاحتين بمديرية حبيش التابعة لمحافظة إب، بلغ تعداد سكانها 513 نسمة حسب تعداد اليمن لعام 2004.